# Рональд Лі
Рональд Лі (англ. Ronald Lee, народ. 1934, Монреаль) — циганський канадський письменник, автор підручника циганської мови та викладач циганської культури. Представник ромської громади Канади.

## Життєпис
Мати письменника була з родини британських циган Лі, які емігрували до Канади. Батько — музикантом-котляром з Європи. Після весілля він взяв прізвище дружини, оскільки його власне, російського походження, викликало підозри і нездорову цікавість у чиновників.
У 1939 році він відвідував родичів матері у Великій Британії і в зв'язку з початком Другої світової війни затримався там. До Канади він повернувся у 1945 році.
Там він працював разом з дядьком у парках розваг. Відвідував вечірню школу. У 18 років прибився до котлярського табору і вирушив в кочовище. Члени табору заробляли на життя лудінням і виготовленням посуду. Навчився цьому ремеслу і Рональд.
Кинувши кочовище, Лі почав відвідувати курси журналістики й успішно їх закінчив. Також він багато займався самонавчанням.
У 1971 році опубліковано роман Рональда Лі «Goddam Gypsy (Чортів циган)» (ISBN 0887761593). Після цього деякий час він працював журналістом. Приблизно з цього ж часу Лі почав читати лекції з культури циган.
Став ініціатором створення і одним із засновників Roma Community and Advocacy Centre (у 1997, Торонто) і Western Canadian Romani Alliance (у 1998, Ванкувер)
У 2005 році випустив підручник котлярського діалекту циганської мови «Learn Romani».
У 2009 — книгу «E Zhivindi Yag (Живий вогонь)» (ISBN 0981162606), яка фактично є перевиданням книги «Чортів циган».
Наразі працює з циганськими студентами у Новому Коледжі Університету Торонто.

## Цікаві факти
- Лі вміє грати на арабській лютні, бузуці та гітарі.
- Письменник шанує міфічну циганську святу Сару Калі.
- Час від часу Лі виступає з циганськими музичними групами в Торонто.
- Йому належить фраза: «Романістан — там, де мої ноги».
- «Goddam Gypsy» в різний час перекладено іспанською, італійською, сербською, чеською, німецькою та російською мовами.